# Гау
Гау (нем. Gau, нидерл. gouw — «область, округ»; от др.-в.-нем. gouwe, gouwi «область»), у древних германцев — территория проживания племени, которая обладала однородным ландшафтом и была обрамлена естественными границами.
В эпохи Меровингов и Каролингов, в Западной Европе, распространились назначенные комиты (comites), к которым стало иногда применяться и германское название графа, и это был назначаемый королем чиновник, так называемый Gaue, в Гау (Gau), Комитатус (лат. Comitatus — область). Позже, в Священной Римской империи гау название её пограничных округов (областей) например Брейсгау (Breisgau), Фивельгау (Fivelgau) и так далее, а во времена нацистской Германии была должность гауляйтера.

## Этимология
Этимология слова не ясна. Существуют несколько возможных объяснений, в том числе:
- От протогерманского *gaw-ja- «местность, ландшафт», родственное армянскому gawaṝ «местность, отчий город, деревня», а с ним и индоевропейскому корню *ghəu-. С ним можно сравнить греческие chṓra, chõros — «свободное пространство, область, страна», которые происходят от полного индоевропейского корня *ghō(u)-.
- От прагерманского *ga-au-ja — «совокупность деревень»; сравните древневерхненемецкое inouwa " «жилище, место жительства», а также греческое inouwa — «жилище, место жительства» и греческое oíē — «деревня».
- От прагерманского *ga-agwja- — «земля, расположенная у воды», к германскому *awjō — «вода». Эта деривация, которой долгое время отдавали предпочтение, вызывает трудности как в смысловом, так и в звуковом отношении[8].

## В древности
Существует немало источников, которые отмечают, что в древности гау обозначало небольшие области под управлением независимых выборных вождей, имевшие собственную систему правосудия. В действительности, это не более, чем реконструкция немецких историков и лингвистов XVIII—XIX веков, пытавшихся на волне возраставшего национального самосознания найти замену латинским словам pagus или comitatus для обозначения единиц административно-территориального деления. Так, были «найдены» упоминания о гау в сочинениях древнеримских писателей, в частности, у Цезаря и Тацита, хотя в действительности подтверждающих это источников не обнаружено. Подобные исследования сошли на нет к середине XIX века, более того, неполитизированные ономастические и топонимические исследования показывают, что большинство немецких топонимов оканчивающихся на -gau — славянского происхождения, и в древности звучали -гов, -гово, -гове или -гава, (напр. Торгау — Торгов, Торгава; Пегау — Пегов; Понгау — Пангов, Пангава, Понгово; и т. п.).

## В средневековье

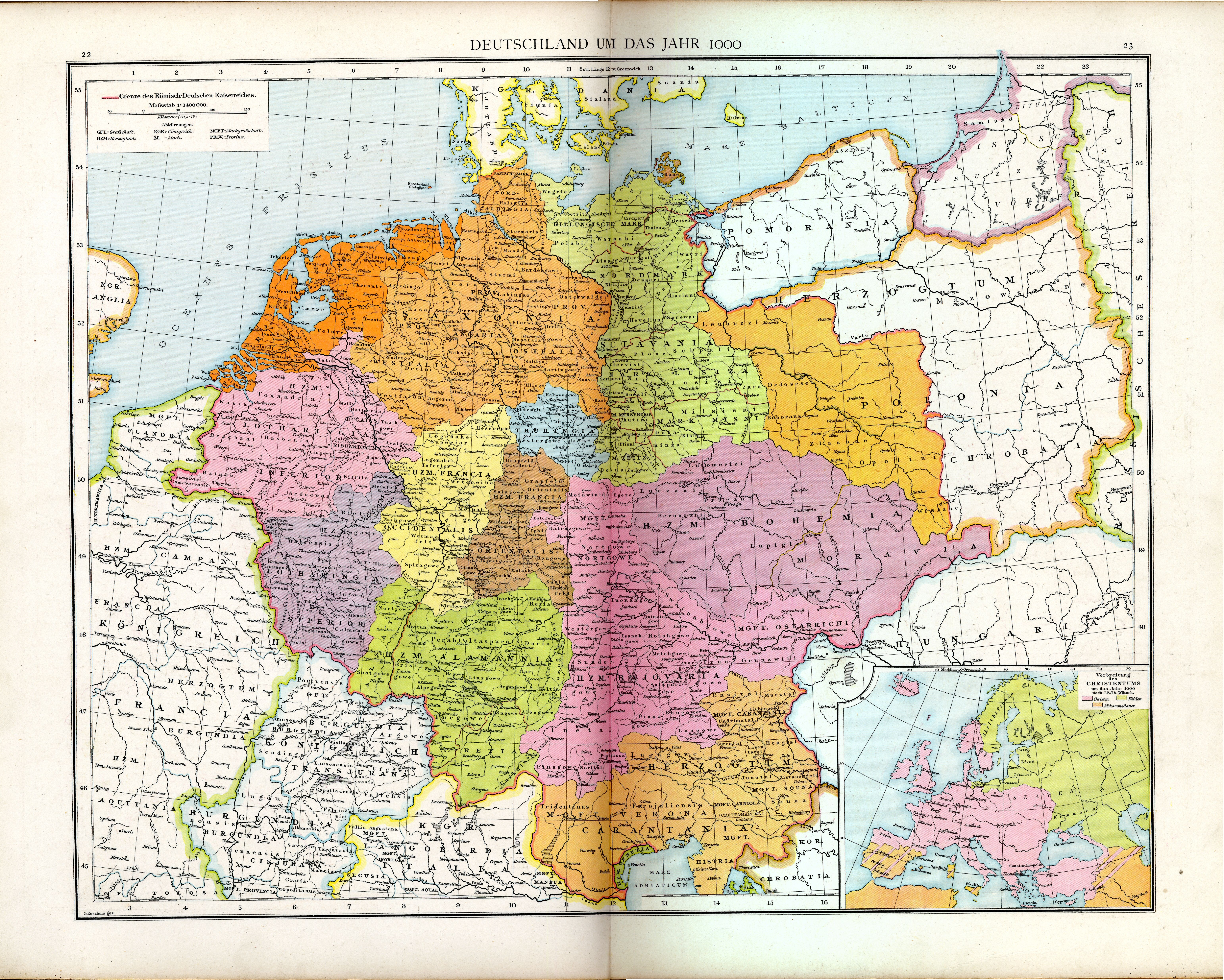
Священная римская империя в 1000 году

В средние века Швабия распадалась на многие области (Gau), имена которых отчасти сохранились и в настоящее время.
В эпоху Каролингов термин Gau стал немецким синонимом латинского слова comitatus («графство»), во главе которого стоял назначенный граф («гауграф», нем. Gaugraf, лат. comes), одновременно являвшийся главным судьёй и командующим войском. В течение некоторого времени подобное деление сохранялось и в Священной римской империи, однако, примерно к XII веку вышло из употребления и было заменено латинскими терминами посредством влияния членов римской церкви.
Позднее термином Gau («гау») или Gäu («гой») обозначали область или регион, примыкавшие к определённому населённому пункту. Гау (деревенская община) обычно ограничивались естественными барьерами — лесом, рекой, горами и так далее. Границы гау могли со временем меняться — так, Кимгау первоначально обозначало непосредственную область вокруг деревни Киминг, но со временем стало обозначать куда бо́льшую площадь, вплоть до озера Кимзе и Кимгауских Альп. Иоганн Авентин (1477—1534) уже в то время отмечал в своей «Баварской хронике», что от этого слова произошли названия многих топонимов, часть из которых сохранилась до нашего времени — Алльгой в Баварии, Аргау в Швейцарии и так далее.

## После объединения Германии в XIX веке

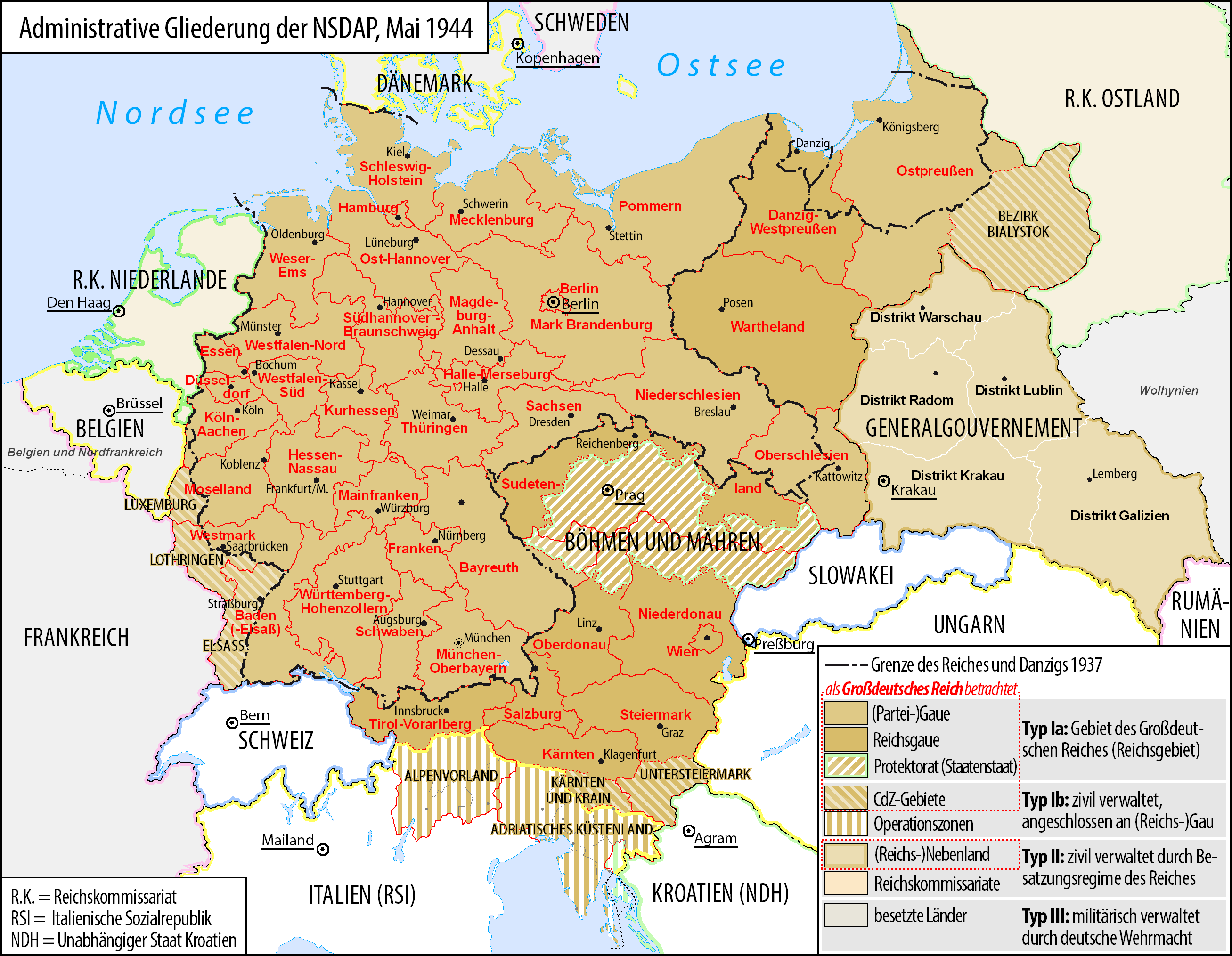
Гау НСДАП по состоянию на май 1944 года

После объединения в Германскую империю многих германских государств, в XIX веке, термин не приобрёл законодательного оформления в административно-территориальном делении империи, однако широко использовался различными организациями и политическими партиями для обозначения своего собственного филиального деления. Так, термин использовали такие организации, как Deutschnationaler Handlungsgehilfen-Verband — крупнейшее объединение работников этой отрасли, существовавшее с 1893 года по 1933 год. Такое деление также использовала в течение некоторого времени Социал-демократическая партия Германии на территории Баварского государства. Однако, наиболее известными гау стали, по-видимому, территориальные единицы Национал-социалистической рабочей партии Германии, впервые появившиеся в 1926 году и просуществовавшие до 1945 года.
Помимо этого, с 1939 по 1945 год на вновь присоединённых к Германской империи территориях создавались административные единицы, носившие название «рейхсгау».

## Сегодня
Сегодня так называют филиалы физкультурных объединений Германии и Австрии, а также «Всеобщего германского автоклуба» (Allgemeiner Deutscher Automobil-Club) с главной конторой в Мюнхене, который насчитывает около 15,5 миллионов членов. В Австрии в разговорной речи «гау» используется в своём устаревшем значении, несмотря на то, что официально административными единицами Австрии являются округа.